# Het aanzoek (hoorspel)
Het aanzoek is een hoorspel van Hannes Meinkema. De NCRV zond het uit op maandag 12 februari 1979, van 22:34 uur tot 23:00 uur, als tweede in de luisterspelreeks Waar haal je het recht vandaan? De regisseur was Johan Wolder. De uitzending duurde 25 minuten.

## Rolbezetting
- Huib Broos (hij)
- Coby Stunnenberg (zij)
- Daphne Meijer (dochter)

## Inhoud
Het is niet de eerste keer in hun ca. 20-jarige huwelijk dat tussen hem en haar ruzie ontstaat over de taakverdeling in het huishouden. Zij vindt dat van het begin af alles anders geregeld had moeten worden, beter afgesproken moeten worden. “Als je me nu ten huwelijk zou vragen,” zegt ze, “dan weet ik nog niet wat ik zou doen.” Wanneer hij, daarop ingaande, haar dan inderdaad nog eens de vraag stelt: “Lieve Conny, wil je alsjeblieft met me trouwen?” ontstaat er binnen dit spel een ander spel, waarvan niet zeker is of het wel goed zal aflopen…